# Leptostachya caudatifolia
Leptostachya es un género monotípico de plantas con flores perteneciente a la familia Acanthaceae. Su única especie: Leptostachya caudatifolia, es una planta herbácea natural de China.

## Taxonomía
Leptostachya caudatifolia fue descrita por H.S.Lo & D.Fang y publicado en Guihaia 17(1): 45. 1997.